# Guarin (chancelier)
Pour les articles homonymes, voir Guarin.
Guarin ou Garin (Warin en normand ; Guarino en italien) († 1137) est un haut personnage de la cour normando-sicilienne des années 1130.

## Biographie
Guarin est un Normand natif du duché de Normandie venu en Italie du Sud et en Sicile peu de temps avant le couronnement à Palerme de Roger de Hauteville, 3e comte puis 1er roi normand de Sicile sous le nom de Roger II de Sicile (25 décembre 1130).
En 1130 et 1132, il est mentionné comme étant aumônier et chancelier du roi Roger (Magister Capellanus et Cancellarius puis Magister Cancellarius en latin), et, jusqu'en 1137, gouverne la principauté de Capoue au nom du prince normand, Alphonse de Hauteville-Sicile, prince de Capoue, encore adolescent.
Il meurt à Salerne le 21 janvier 1137, de causes inconnues.